# Львівський окружний футбольний союз
Львівський окружний футбольний союз (пол. Lwowski Okręgowy Związek Piłki Nożnej) — організація, що об'єднувала команди тодішньої східної Польщі.
Під егідою Львівського окружного футбольного союзу проводилися чемпіонати з 1921 по 1939 рік.
Перший чемпіонат Львівського окружного футбольного союзу 1920 року, під егідою ПФС — Польського футбольного союзу (ПЗПН) (пол. Polski Związek Piłki Nożnej, PZPN), планували провести у двох класах. До класу «А» увійшли: львівські «Погонь» та «Чарні», «Полонія» з міста Перемишля та «Ревера» зі Станиславова (сучасний Івано-Франківськ). Клас «Б» склали дублери «Погоні» та «Чарні», львівські «Гасмонея», «Спарта» і «Лехія», а також стрийська «Погонь». Однак до початку радянсько-польської війни відбулися лише два поєдинки.
Останнім чемпіонатом Львівського окружного футбольного союзу в складі Польщі став турнір 1939—1940 років.

## Історія
25 червня 1911 року у Галичині, яка тоді входила в склад Австро-угорської імперії, з ініціативи президента «Краковії» Станіслава Коперницького та чотирьох футбольних клубів: «Чарні» (Львів), «Погонь» (Львів), «Краковія» (Краків) і РКС «Краків» було створено Співтовариство польського футболу (пол. Związek Polski Piłki Nożnej — ZPPN) чи Німецька футбольна асоціація для Польщі (нім. Deutscher Fußball-Verband für Polen — DFVfP), аналог сучасної федерації.
Першим головою обрали Людвіка Желеньского, правознавця, доцента кафедри керування сільським господарством Сільського Училища Ягеллонського університету. Робота над статутом почалася восени 1910 і була завершена в квітні 1911 року. 13 грудня 1911 статут був офіційно затверджений. Спочатку офіс діяв у Кракові, але в 1912 році він був перенесений до столиці краю — Львова. Співтовариство ввело класифікацію клубів — залежно від тодішнього рівня їх гри — від класу I, класу II A, класу II B до класу II C. У 1913 році членами співтовариства було 24 клуби (чотири в класі I і 20 у класі II). Перша спроба провести чемпіонат відбулась ще 1912 року. Але тільки 8 травня 1913 завдяки зусиллям співтовариства був організований перший чемпіонат Галичини з футболу. Єврейські та українські клуби Галичини не приєдналися до СПФ, а вступали безпосередньо до австрійської футбольної федерації. Тому не могли брати участь в чемпіонаті Галичини.
Формально співтовариство діяло в структурах Австрійського футбольного союзу (нім. Österreichische Fußball-Verband — OFV) як повністю автономна організація — мала повну свободу в організації свого футболу, але не могла офіційно проводити міжнародні матчі національної команди, тому що цього не дозволяла ФІФА. Збірна Галичини могла виступати тільки проти збірних інших країв імперії. У 1911 році Австрійський футбольний союз був федеральною структурою, у якому Галицьке співтовариство було одним з п'яти (поряд з чеським, моравсько-сілезьким, нижньоавстрійським і альпійським) членів союзу.
Співтовариство діяло до початку першої світової війни, а офіційно припинило існування у 1919 році після створення Польського футбольного союзу, уже в незалежній Польщі.
Керівництво у роках 1911—1914:
- Тимчасовий голова-організатор — Станіслав Коперницкі
- з 25 червня 1911 по 15 квітня 1914 — Людвік Желеньскі
- з 15 квітня 1914 по 28 липня 1914 — Людвіг Хрістельбауер

З 20 до 21 грудня 1919 році у Варшаві відбувся «перший з'їзд 31 польського футбольного клубу» (організаційний з'їзд, на якому був заснований Польський футбольний союз), на якому, між іншим, держава була розділена на п'ять футбольних округів: Краківський, Львівський, Лодзький, Познанський і Варшавський, і було повідомлено про проведення першого чемпіонату Польщі (заплановано на 1920 рік).
Для організації змагань у Львівському футбольному окрузі було створено Львівське окружне співтовариство футболу, яке діяло до початку Другої світової війни. Українські клуби не вступали до Львівського окружного співтовариства футболу, вважаючи польську владу окупаційною, і тільки 1928 року львівська «Україна» першою вступила до ЛОСФ. Після закінчення другої світової війни був створений Львівський відділ футболу — попередник сучасної федерації футболу.